# Poștaș

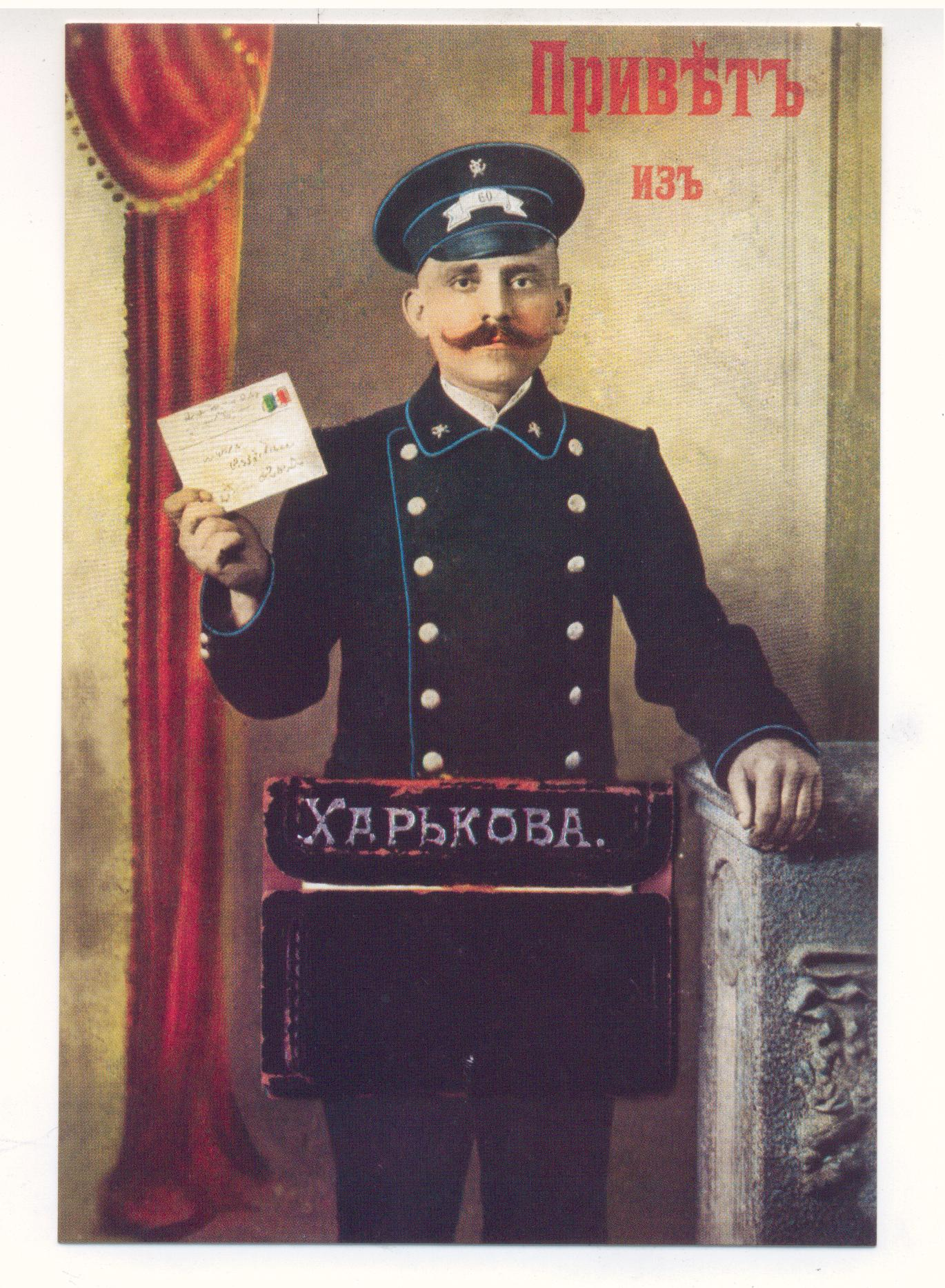
Poștaș în uniformă din Imperiul Rus, cărând corespondența într-o tolbă

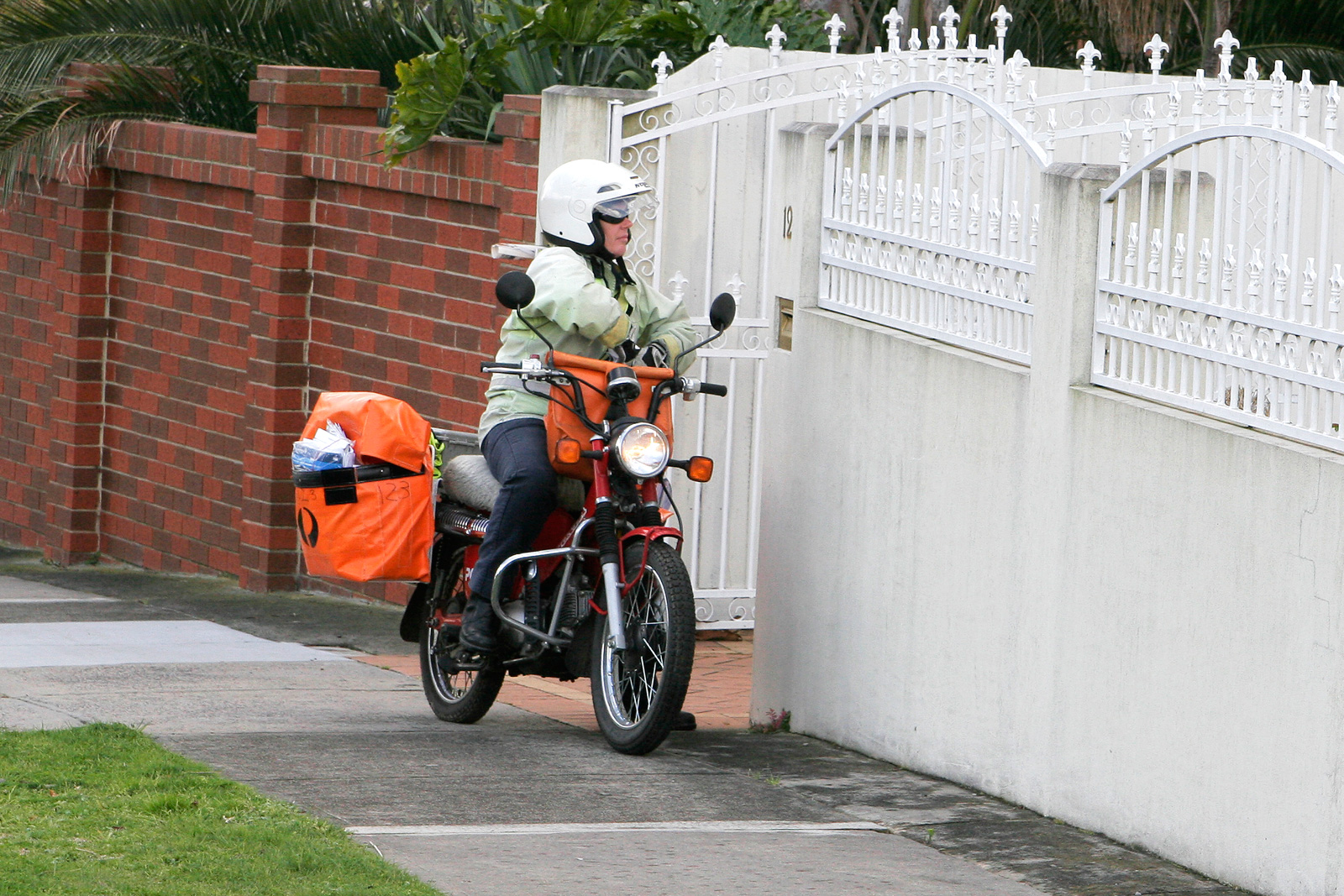
Poștaș care livrează corespondența cu motocicleta

Un poștaș sau factor poștal este o persoană care îndeplinește rolul de mesager între un emițător și un receptor, livrând corespondență sau pachete. În vechime poștașii erau cunoscuți în unele locuri ca emisari. Ei erau oameni care străbăteau călare distanțe lungi pentru a transporta mesaje sub formă de scrisori. În prezent poștașii folosesc alte mijloace de transport, cum ar fi motocicleta sau bicicleta.